# فرودگاه شهری تالادیگا
فرودگاه شهری تالادیگا (به انگلیسی: Talladega Municipal Airport) یک فرودگاه همگانی بهره‌برداری هوایی با کد یاتا ASN است که یک باند فرود آسفالت دارد و طول باند آن ۱۸۳۹ متر است. این فرودگاه در کشور ایالات متحده آمریکا قرار دارد و در ارتفاع ۱۶۱ متری از سطح دریا واقع شده است.